# Caridina steineri
Caridina steineri е вид десетоного от семейство Atyidae.

## Разпространение и местообитание
Видът е разпространен в Мадагаскар.
Обитава скалистите дъна на сладководни басейни.